# Para matar el gusano
Para matar el gusano de José Rafael Bustamante, publicada en 1935, es una novela que destaca por su rico lenguaje y detalladas descripciones del paisaje rural ecuatoriano. La obra presenta personajes vívidos y complejos, arraigados en la tradición literaria española, y ofrece una profunda reflexión sobre el destino humano, trascendiendo la mera representación de la vida campesina y los problemas de la clase media serrana.

## Análisis y recepción de la novela

### Historia y características
La novela "Para matar el gusano" de José Rafael Bustamante, publicada inicialmente en entregas en la revista "Letras" y posteriormente en ediciones completas, se destaca como una obra significativa dentro de la literatura ecuatoriana. Su trama, centrada en los amores frustrados de un estudiante pobre, se desarrolla en un ambiente rural, permitiendo a Bustamante explorar las costumbres y paisajes del campo ecuatoriano con un estilo castizo y detallado. La obra se inscribe en un período de transición literaria, donde se observa la asimilación de técnicas realistas y naturalistas, así como un creciente interés por los temas y ambientes nacionales. Bustamante, a través de su personaje central, un joven que filosofa más por emoción que por pensamiento, utiliza extensos monólogos para profundizar en la interioridad y los sentimientos de sus personajes.
"Para matar el gusano" se caracteriza por su tono sereno y una descripción detallada del paisaje rural, evocando una atmósfera bucólica. Los personajes, bien delineados, se presentan con sus tensiones y sentimientos a flor de piel. La novela ha sido elogiada por su castidad, humildad y sanidad, reflejando una escritura que parece surgir directamente del ritmo de la vida en el campo. A pesar de su sencillez argumental, la novela aborda temas profundos como el amor, la soledad y la búsqueda de sentido. El personaje principal, tras experimentar la desilusión, encuentra consuelo en la compañía de un perro, simbolizando la lealtad y el cariño incondicional.

### Crítica literaria
Hernán Rodríguez Castelo introduciría la novela de esta manera:

"En 1915, la revista 'Letras', dirigida por Isaac J. Barrera, publicó la primera entrega de 'Para matar el gusano', novela de José Rafael Bustamante, que sería reeditada en forma de libro en 1935.

La perdurable calidad que mantiene viva e interesante a 'Para matar el gusano' reside en su lenguaje. Bustamante emplea un español señorial, rico y preciso. A lo largo de la obra, encontramos palabras utilizadas con propiedad y giros de innegable sabor castizo. La descripción juega un papel de suma importancia, como es habitual en la novela rural y el realismo costumbrista. Sin embargo, en nuestro novelista no se observa una integración plena de la descripción al ritmo narrativo, al desarrollo de la acción ni al flujo espiritual de los personajes. No obstante, la descripción en la novela es hermosa, justa y rica en matices. Encontramos descripciones de tono virgiliano que se transforman en ambiente y se recrean en una mirada amorosa al paisaje.

Si 'Para matar el gusano' sigue siendo una novela viva e interesante, se debe a la vitalidad de sus personajes. Y, precisamente porque viven, nos interesan, independientemente de sus acciones. Bustamante caracteriza a sus personajes mediante recursos que abarcan desde la novelística española del Siglo de Oro hasta el realismo español. 'Para matar el gusano' trasciende la pintura de la vida campesina y el agudo acercamiento a los sufrimientos de la paupérrima clase media de las ciudades serranas, para ofrecernos una noble, grave y dolorosa meditación sobre el destino humano."
Hernán Rodríguez Castelo

### Análisis lingüístico
La novela ha sido sujeto de análisis lingüístico, especialmente relacionado con el uso del diminutivo. Al respecto se destaca que los sufijos más y menos frecuentes son los siguientes: -ito/-ita, -illo/-illa frente a -ín, -ico, -ete/-eta. Bustamante usa este recurso como atenuador, expresando cortesía, respeto y cariño, y reflejando conceptos de imagen social. Sin embargo, también se encontró su uso para menospreciar, especialmente a personajes femeninos, mostrando la idiosincrasia de la época y la discriminación hacia la mujer. Además existe la mezcla de bases léxicas Kichwa con sufijos españoles, reflejando el contacto lingüístico en Ecuador. La novela, por esta razón, actúa como un catálogo de las formas de cortesía verbal de la época, mostrando la relevancia de la atenuación y la cortesía lingüística en el habla quiteña del siglo XX, rasgos que persisten en la actualidad.

## Personajes importantes
En la novela destacan los siguientes personajes.
- Roberto: Es uno de los personajes principales de la novela. Representa a la clase media empobrecida y a las personas que luchan contra las adversidades y la injusticia social. Su personaje refleja las dificultades y los retos de la vida rural en Ecuador a principios del siglo XX.
- Jorge: También es un personaje relevante en la trama. Al igual que Roberto, su vida está marcada por las complejidades de la sociedad de la época. Su papel en la historia ayuda a ilustrar las tensiones sociales y económicas presentes en el entorno rural.

- Rosa: Es un personaje femenino importante en la novela. Su presencia en la historia aporta una perspectiva sobre el papel de la mujer en la sociedad rural ecuatoriana de ese tiempo. Su personaje está involucrado en los conflictos y relaciones que se desarrollan en la trama.
- Inés: Es un personaje femenino que forma parte del entorno rural descrito en la novela. Se la describe trabajando en la preparación del pan, lo que indica su papel dentro de las labores cotidianas de la época. Ella participa en las labores de la hacienda, por lo cual representa a la mujer trabajadora de la época.
- Pedro: Es mencionado como el abuelo de Roberto. Se describe como un "chagra" que poseía propiedades en su pueblo. Su figura representa a una generación anterior y a las raíces rurales de algunos de los personajes principales.